# Cratere Gibbs
Gibbs è un cratere lunare di 78,76 km situato nella parte sud-orientale della faccia visibile della Luna. È posizionato a meno di un diametro di cratere a nordest del cratere Hecataeus. A sud di Gibbs è presente la Catena Humboldt. Essendo molto vicino al terminatore, questo cratere appare distorto dalla prospettiva e la sua osservabilità dipende dalla librazione lunare.
Il bordo esterno del cratere non è molto circolare e possiede una protuberanza a nord che gli conferisce un aspetto a forma di cipolla. La parete sudorientale è più rettilinea ed è presente una interruzione nel bordo alle estremità nord e sud. Tuttavia il bordo è solo leggermente eroso, con un fondo livellato nella metà sudoccidentale e creste nella parte nordorientale. È presente un piccolo cratere a nordovest del punto centrale.
Un piccolo impatto lungo il bordo nordest ha prodotto una piccola raggiera, che forma una copertura di materiale ad alto coefficiente di albedo lungo quella zona del bordo. Piccole tracce di questi materiali sono presenti nel fondo del cratere.
Il cratere è dedicato al fisico e matematico statunitense Willard Gibbs.

## Crateri correlati
Alcuni crateri minori situati in prossimità di Gibbs sono convenzionalmente identificati, sulle mappe lunari, attraverso una lettera associata al nome.
| Gibbs | Coordinate            | Diametro (in km) |
| ----- | --------------------- | ---------------- |
| D     | 13°06′36″S 85°53′24″E | 13,61            |